# Lignières-Orgères
Lignières-Orgères és un municipi francès situat al departament de Mayenne i a la regió de País del Loira. L'any 2007 tenia 731 habitants.

## Demografia

### Població
El 2007 la població de fet de Lignières-Orgères era de 731 persones. Hi havia 328 famílies de les quals 96 eren unipersonals (60 homes vivint sols i 36 dones vivint soles), 128 parelles sense fills, 100 parelles amb fills i 4 famílies monoparentals amb fills.
La població ha evolucionat segons el següent gràfic:
Habitants censats

### Habitatges
El 2007 hi havia 506 habitatges, 332 eren l'habitatge principal de la família, 93 eren segones residències i 81 estaven desocupats. 491 eren cases i 13 eren apartaments. Dels 332 habitatges principals, 269 estaven ocupats pels seus propietaris, 54 estaven llogats i ocupats pels llogaters i 9 estaven cedits a títol gratuït; 1 tenia una cambra, 29 en tenien dues, 69 en tenien tres, 83 en tenien quatre i 150 en tenien cinc o més. 232 habitatges disposaven pel capbaix d'una plaça de pàrquing. A 173 habitatges hi havia un automòbil i a 129 n'hi havia dos o més.

### Piràmide de població
La piràmide de població per edats i sexe el 2009 era:
| Homes | Edats   | Dones |
| ----- | ------- | ----- |
| 0     | 95 o +  | 0     |
| 0     | 90 a 94 | 0     |
| 24    | 85 a 89 | 8     |
| 0     | 80 a 84 | 12    |
| 8     | 75 a 79 | 12    |
| 28    | 70 a 74 | 24    |
| 32    | 65 a 69 | 40    |
| 12    | 60 a 64 | 12    |
| 24    | 55 a 59 | 4     |
| 24    | 50 a 54 | 28    |
| 20    | 45 a 49 | 16    |
| 16    | 40 a 44 | 40    |
| 28    | 35 a 39 | 16    |
| 32    | 30 a 34 | 20    |
| 32    | 25 a 29 | 24    |
| 20    | 20 a 24 | 4     |
| 12    | 15 a 19 | 16    |
| 24    | 10 a 14 | 12    |
| 24    | 5 a 9   | 24    |
| 20    | 0 a 4   | 24    |

## Economia
El 2007 la població en edat de treballar era de 451 persones, 319 eren actives i 132 eren inactives. De les 319 persones actives 296 estaven ocupades (173 homes i 123 dones) i 23 estaven aturades (6 homes i 17 dones). De les 132 persones inactives 75 estaven jubilades, 22 estaven estudiant i 35 estaven classificades com a «altres inactius».

### Ingressos
El 2009 a Lignières-Orgères hi havia 334 unitats fiscals que integraven 741,5 persones, la mediana anual d'ingressos fiscals per persona era de 14.995 €.

### Activitats econòmiques
Dels 23 establiments que hi havia el 2007, 1 era d'una empresa extractiva, 1 d'una empresa alimentària, 7 d'empreses de construcció, 3 d'empreses de comerç i reparació d'automòbils, 2 d'empreses de transport, 1 d'una empresa d'hostatgeria i restauració, 1 d'una empresa financera, 5 d'empreses de serveis i 2 d'empreses classificades com a «altres activitats de serveis».
Dels 10 establiments de servei als particulars que hi havia el 2009, 1 era un taller de reparació d'automòbils i de material agrícola, 2 paletes, 1 guixaire pintor, 2 fusteries, 2 lampisteries i 2 perruqueries.
Dels 2 establiments comercials que hi havia el 2009, 1 era una fleca i 1 una carnisseria.
L'any 2000 a Lignières-Orgères hi havia 73 explotacions agrícoles que ocupaven un total de 1.950 hectàrees.

## Equipaments sanitaris i escolars
El 2009 hi havia una escola elemental.

## Poblacions més properes
El següent diagrama mostra les poblacions més properes.